# Nesta Webster

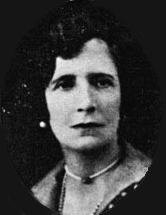
Nesta H. Webster.

Nesta Helen Webster (Sra. Arthur Webster), (24 de agosto de 1876 — 16 de maio de 1960) foi uma polêmica historiadora e autora inglesa, que reviveu teorias de conspiração sobre os Illuminati. Ela argumentou que os membros dessa sociedade secreta foram ocultistas, planejando um domínio mundial comunista, utilizando a ideia da cabala judaica, dos maçons e dos jesuítas como uma cortina de fumaça. Webster envolveu em suas teorias o sionismo, o bolchevismo e o "poder oculto" da Maçonaria como responsáveis pela conspiração. Segundo ela, a subversão internacional incluiu a Revolução Francesa, Revolução de 1848, a Primeira Guerra Mundial, e a Revolução Bolchevique de 1917. Isto significa que a sociedade secreta alemã Illuminati, que foi proibida desde 1786, tinha infiltrado na Maçonaria de toda a França - uma opinião que, foi generalizada uma vez nas publicações de John Robison e Augustin Barruel. Webster sublinhou que foi a este primeiro, que essas relações foram reveladas.
Em 1920, Webster foi um dos autores que contribuíram escrevendo o The Jewish Peril, uma série de artigos no Morning Post de Londres, centrado nos Os Protocolos dos Sábios de Sião. Estes artigos foram compilados e publicados no mesmo ano, em um livro sob o título de The Cause of World Unrest. Webster afirmou que a autenticidade dos Protocolos dos Sábios de Sião era uma "questão aberta".
Ela também acreditava que foi uma condessa em uma vida anterior, que foi guilhotinada pelos revolucionários franceses. Webster se envolveu em vários grupos de extremistas, em um momento ela foi um membro da União Britânica de Fascistas. Ela afirmava a necessidade do fascismo na Grã-Bretanha, apoiou a perseguição dos judeus na Alemanha nazista e exaltou Hitler, o único capaz de parar a conspiração judaica mundial.[carece de fontes?]

## Obras
- The Chevalier De Boufflers. A Romance of the French Revolution, E.P. Dutton and Company, 1927. [1st Pub. London, John Murray, 1910. Reprints: 1916; 1920; 1924; 1925; E.P. Dutton & Co., New York, 1926].
- Britain's Call to Arms: An Appeal to Our Women, London, Hugh Rees, 1914.
- The Sheep Track. An aspect of London society, London, John Murray, 1914.
- The French Revolution: A Study in Democracy, London, Constable & Co., 1919.[12][13][14][15][16]
- The French Terror and Russian Bolshevism, London, Boswell Printing & Publishing Co., 1920 [?]. OCLC: 22692582.
- World Revolution. The Plot Against Civilization, Small, Maynard & Company, 1921 [1st Pub. London, Constable & Co., 1921. Reprints: Constable, 1922; Chawleigh, The Britons Publishing Co., 1971; Sudbury, Bloomfield Books, 1990?].
  - The Revolution of 1848, Kessinger Publishing, 2010.
- The Past History of the World Revolution. A Lecture, Woolwich, Royal Artillery Institution, 1921.
- with Kurt Kerlen, Boche and Bolshevik, being a series of articles from the Morning Post of London, reprinted for distribution in the United States, New York, Beckwith, 1923. Reprint: Sudbury, Bloomfield Books [1990?]. ISBN 1-4179-7949-6.
- Secret Societies and Subversive Movements, London, Boswell Printing & Publishing Co. London, 1924. Reprints: Boswell, 1928 and 1936; London, The Britons Publishing Co., London, 1955 and 1964; Palmdale, Christian Book Club of America and Sudbury and Sudbury, Bloomfield Books, 198 [?]; Kessinger Publishing, 2003. ISBN 0-7661-3066-5.[17][18][19]
- The Socialist Network, London, Boswell Printing & Publishing Co., 1926. Reprint: Boswell, 1933; Sudbury, Bloomfield (1989?); Noontide Press, 2000. ISBN 0-913022-06-3.
- The Need for Fascism in Britain, London, British Fascists, Pamphlet No. 17, 1926.
- The Surrender of an Empire, London, Boswell Printing & Publishing Co., 1931. Reprints: Angriff Press, 1972; Gordon Press Publishers, 1973; Sudbury, Bloomfield Books (1990?).
- The Origin and Progress of the World Revolution, London, Boswell Printing & Publishing Co. (1932).
- (with the pseudonym of Julian Sterne), The Secret of the Zodiac, London, Boswell Printing & Publishing Co., 1933.
- Germany and England (reprinted from The Patriot and revised), London, Boswell Publishing Co. (1938).
- Louis XVI and Marie Antoinette before the Revolution, G.P. Putnam's sons, 1938. [1st. Pub. London, Constable & Co., 1936. Reprint: Constable, 1937].
- Spacious Days: An Autobiography, London, Hutchinson, 1949 and 1950.
  - Crowded Hours: Part Two of her Autobiography; manuscript "disappeared from her publisher's office". It remains unpublished.
- Marie-Antoinette Intime, Paris, La Table ronde, 1981 (French translation). ISBN 2-7103-0061-3.

### Artigos
- “Conservatism – A Living Creed,” The Patriot, N°. 1, Vol. I, February 9, 1922.
- "Danton," The Patriot 2, Nº. 16, May 22, 1922.
- "Saint Just," The Patriot 2, Nº. 18, June 8, 1922.
- "A Few Terrorists," The Patriot 2, Nº. 19, June 15, 1922.
- "The Marquis De Sade," The Patriot 2, Nº. 20, June 22, 1922.
- “'Beppo' and Bakunin," The Patriot 2, Nº. 22, July 6, 1922.